# Scrittura improvvisata
Scrittura improvvisata (in lingua inglese: freestyle writing) è una tecnica di scrittura secondo i cui principi è necessario appuntare rapidamente e senza soffermarcisi a pensare eccessivamente, le proprie idee, i concetti, le trame, i discorsi, i pensieri o più genericamente parlando, si cerchi di dare vita e respiro ad un'opera letteraria di stampo multiforme senza necessità di successive revisioni o adattamenti al testo.
Appartiene al filone della scrittura creativa, anche se viene concepita come un divertissement di stampo intellettuale.